# Greg Eden

a Compétitions nationales et continentales officielles uniquement.

Greg Eden, né le 14 novembre 1990 à Castleford (Angleterre), est un joueur de rugby à XIII anglais évoluant au poste d'ailier, de centre ou d'arrière. Après des débuts en 2011 à Castleford, il change ensuite de nombreuses fois de clubs avec Huddersfield, Hull KR et Salford avant de rejoindre les Broncos de Brisbane en National Rugby League en 2015 mais ne s'y établit pas comme titulaire, il revient en 2017 en Angleterre et Castleford.

## Biographie
Son père Phil Eden est un ancien joueur de rugby à XIII au poste d'ailier ou de centre avec Wakefield, Halifax et Castleford dans les années 1980 et 1990.

## Palmarès

### Individuel
- Meilleur marqueur d'essais de la Super League : 2017 (Castleford)

### En club

#### Statistiques
| Saison | Club         | Compétition           | Matchs | Points | Essais | Goals | Drops |
| ------ | ------------ | --------------------- | ------ | ------ | ------ | ----- | ----- |
| 2010   | Castleford   | Super League          | 1      | 0      | 0      | 0     | 0     |
| 2011   | Castleford   | Super League          | 2      | 4      | 1      | 0     | 0     |
| 2012   | Huddersfield | Super League          | 24     | 32     | 8      | 0     | 0     |
| 2013   | Hull KR      | Super League          | 20     | 52     | 13     | 0     | 0     |
| 2014   | Hull KR      | Super League          | 17     | 40     | 10     | 0     | 0     |
| 2014   | Salford      | Super League          | 4      | 4      | 1      | 0     | 0     |
| 2015   | Brisbane     | National Rugby League | 0      | 0      | 0      | 0     | 0     |
| 2016   | Brisbane     | National Rugby League | 6      | 4      | 1      | 0     | 0     |
| 2017   | Castleford   | Super League          | 22     | 136    | 34     | 0     | 0     |
| 2017   | Castleford   | Challenge Cup         | 1      | 12     | 3      | 0     | 0     |